# Виджанело (Италия)
 Тази статия е за градчето в Италия.  За селото във Франция вижте Виджанело (Франция).  
Виджанѐло (на италиански: Viggianello, на местен диалект Vingianieddu, Винджанеду) е малко градче и община в Южна Италия, провинция Потенца, регион Базиликата. Разположено е на 500 m надморска височина. Населението на общината е 3084 души (към 2012 г.).